# Anaulosia impolita
Anaulosia impolita là một loài bướm đêm thuộc phân họ Arctiinae, họ Erebidae.